# Довер (Нью-Джерсі)
Довер (англ. Dover) — місто (англ. town) в США, в окрузі Морріс штату Нью-Джерсі. Населення — 18 460 осіб (2020).

## Географія
Довер розташований за координатами 40°53′8″ пн. ш. 74°33′33″ зх. д. / 40.88556° пн. ш. 74.55917° зх. д. (40.885600, -74.559163).  За даними Бюро перепису населення США в 2010 році місто мало площу 7,07 км², з яких 6,95 км² — суходіл та 0,12 км² — водойми.

## Демографія
Згідно з переписом 2010 року, у місті мешкало 18 157 осіб у 5562 домогосподарствах у складі 3877 родин. Було 5783 помешкання
Расовий склад населення:
| - 66,5 % — білих - 6,1 % — чорних або афроамериканців - 2,5 % — азіатів - 0,6 % — корінних американців - 19,9 % — осіб інших рас |

До двох чи більше рас належало 4,3 %. Частка іспаномовних становила 69,4 % від усіх жителів.
За віковим діапазоном населення розподілялося таким чином: 21,6 % — особи молодші 18 років, 67,9 % — особи у віці 18—64 років, 10,5 % — особи у віці 65 років та старші. Медіана віку мешканця становила 35,5 року. На 100 осіб жіночої статі у місті припадало 110,9 чоловіків;  на 100 жінок у віці від 18 років та старших — 111,2 чоловіків також старших 18 років.
Середній дохід на одне домашнє господарство  становив 70 704 долари США (медіана — 60 822), а середній дохід на одну сім'ю — 73 772 долари (медіана — 61 451). Медіана доходів становила 36 032 долари для чоловіків та 31 112 долари для жінок. За межею бідності перебувало 7,6 % осіб, у тому числі 9,3 % дітей у віці до 18 років та 11,8 % осіб у віці 65 років та старших.
Цивільне працевлаштоване населення становило 10 353 особи. Основні галузі зайнятості: виробництво — 18,5 %, освіта, охорона здоров'я та соціальна допомога — 14,1 %, роздрібна торгівля — 13,9 %.